# Felix da Housecat
Felix da Housecat er en amerikansk DJ, remixer og producer født i 1972.